# Argueil
 Argueil ist eine französische Gemeinde mit 348 Einwohnern (Stand 1. Januar 2022) im Département Seine-Maritime in der Region Normandie. Sie gehört zum Arrondissement Dieppe und ist Hauptort des Kantons Gournay-en-Bray.
Vom 1. Januar 1975 bis zum 1. Januar 1980 war Argueil unter dem Namen Argueil-Fry mit der Nachbargemeinde Fry vereinigt.

Das Schloss von Argeuil, Ferienzentrum Odcvl

## Bevölkerungsentwicklung
| Jahr      | 1962 | 1968 | 1975 | 1982 | 1990 | 1999 | 2009 |
| Einwohner | 366  | 389  | 374  | 395  | 379  | 366  | 348  |

## Sehenswürdigkeiten
- Schloss Argueil (15./16. Jahrhundert)